# Araneidae
Los araneidos (Araneidae) son una familia de arañas araneomorfas compuesta por casi 3100 especies divididas en 169 géneros; es la tercera familia con mayor diversidad, después de Salticidae y Linyphiidae. La mayoría construyen sus telas en forma de espiral circular y se mantienen en ella con la cabeza hacia abajo. 

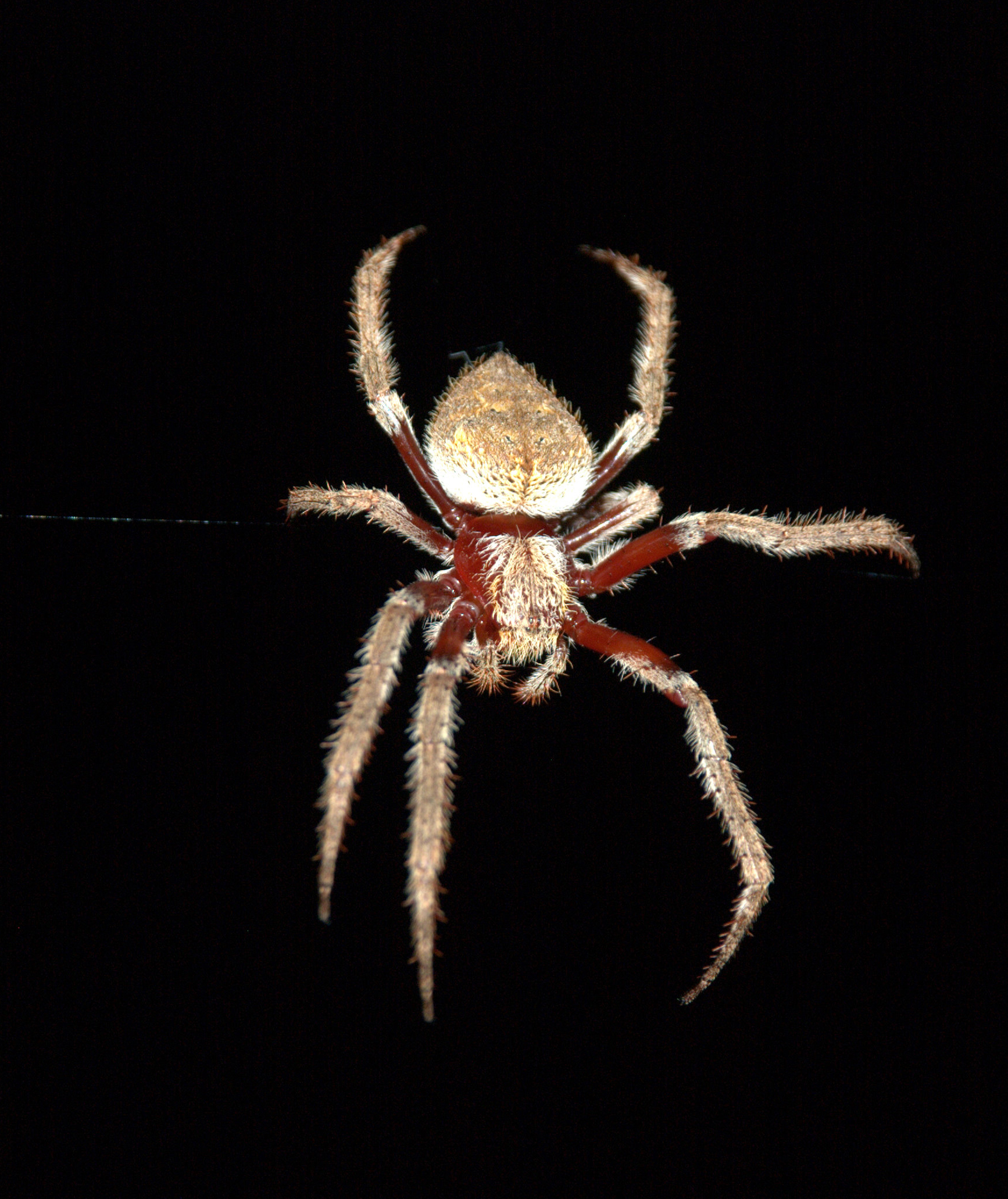
Eriophora biapicata de Australia

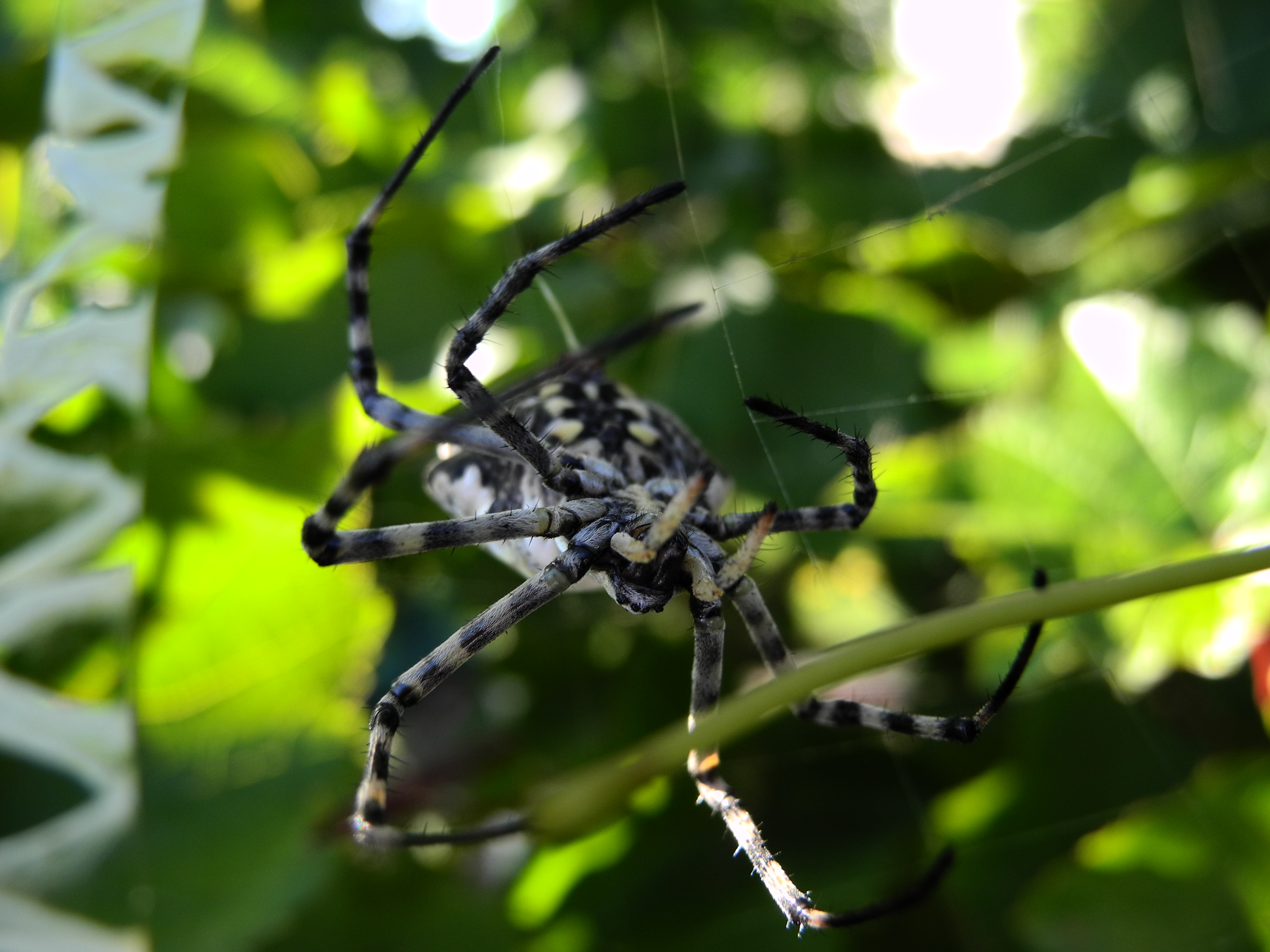
Argiope lobata de Ucrania

## Géneros
| Acacesia Simon, 1895               | Eriophora Simon, 1864              | Ordgarius Keyserling, 1886           |
| Acantharachne Tullgren, 1910       | Eriovixia Archer, 1951             | Paralarinia Grasshoff, 1970          |
| Acanthepeira Marx, 1883            | Eustacesia Caporiacco, 1954        | Paraplectana Brito Capello, 1867     |
| Acroaspis Karsch, 1878             | Eustala Simon, 1895                | Paraplectanoides Keyserling, 1886    |
| Acrosomoides Simon, 1887           | Exechocentrus Simon, 1889          | Pararaneus Caporiacco, 1940          |
| Actinosoma Holmberg, 1883          | Faradja Grasshoff, 1970            | Parawixia F. O. P.-Cambridge, 1904   |
| Actinacantha Simon, 1864           | Friula O. P.-Cambridge, 1896       | Parazygiella Wunderlich, 2004        |
| Aculepeira Chamberlin & Ivie, 1942 | Gasteracantha Sundevall, 1833      | Parmatergus Emerit, 1994             |
| Acusilas Simon, 1895               | Gastroxya Benoit, 1962             | Pasilobus Simon, 1895                |
| Arkys Urquhart, 1891               | Gea C. L. Koch, 1843               | Perilla Thorell, 1895                |
| Aethriscus Pocock, 1902            | Gibbaranea Archer, 1951            | Pherenice Thorell, 1899              |
| Aethrodiscus Strand,1913           | Glyptogona Simon, 1884             | Phonognatha Simon, 1894              |
| Aetrocantha Karsch, 1879           | Heterognatha Nicolet, 1849         | Pitharatus Simon, 1895               |
| Afracantha Dahl, 1914              | Heurodes Keyserling, 1886          | Poecilarcys Simon, 1895              |
| Agalenatea Archer, 1951            | Hingstepeira Levi, 1995            | Poecilopachys Simon, 1895            |
| Alenatea Song & Zhu, 1999          | Hypognatha Guérin, 1839            | Poltys C. L. Koch, 1843              |
| Allocyclosa Levi, 1999             | Hypsacantha Dahl, 1914             | Pozonia Schenkel, 1953               |
| Alpaida O. P.-Cambridge, 1889      | Hypsosinga Ausserer, 1871          | Prasonica Simon, 1895                |
| Amazonepeira Levi, 1989            | Ideocaira Simon, 1903              | Prasonicella Grasshoff, 1971         |
| Anepsion Strand, 1929              | Isoxya Simon, 1885                 | Pronoides Schenkel, 1936             |
| Arachnura Vinson, 1863             | Kaira O. P.-Cambridge, 1889        | Pronous Keyserling, 1881             |
| Araneus Clerck, 1757               | Kapogea Levi, 1997                 | Pseudartonis Simon, 1903             |
| Araniella Chamberlin & Ivie, 1942  | Kilima Grasshoff, 1970             | Pseudopsyllo Strand, 1916            |
| Aranoethra Butler, 1873            | Larinia Simon, 1874                | Psyllo Thorell, 1899                 |
| Argiope Audouin, 1826              | Lariniaria Grasshoff, 1970         | Pycnacantha Blackwall, 1865          |
| Arkys Walckenaer, 1837             | Larinioides Caporiacco, 1934       | Rubrepeira Levi, 1992                |
| Artonis Simon, 1895                | Leviellus Wunderlich, 2004         | Scoloderus Simon, 1887               |
| Aspidolasius Simon, 1887           | Lewisepeira Levi, 1993             | Sedasta Simon, 1894                  |
| Augusta O. P.-Cambridge, 1877      | Lipocrea Thorell, 1878             | Singa C. L. Koch, 1836               |
| Austracantha Dahl, 1914            | Macracantha Simon, 1864            | Singafrotypa Benoit, 1962            |
| Bertrana Keyserling, 1884          | Madacantha Emerit, 1970            | Siwa Grasshoff, 1970                 |
| Caerostris Thorell, 1868           | Mahembea Grasshoff, 1970           | Spilasma Simon, 1897                 |
| Carepalxis L. Koch, 1872           | Mangora O. P.-Cambridge, 1889      | Spinepeira Levi, 1995                |
| Celaenia Thorell, 1868             | Manogea Levi, 1997                 | Spintharidius Simon, 1893            |
| Cercidia Thorell, 1869             | Mastophora Holmberg, 1876          | Stroemiellus Wunderlich, 2004        |
| Chaetacis Simon, 1895              | Mecynogea Simon, 1903              | Taczanowskia Keyserling, 1879        |
| Chorizopes O. P.-Cambridge, 1870   | Megaraneus Lawrence, 1968          | Talthybia Thorell, 1898              |
| Cladomelea Simon, 1895             | Melychiopharis Simon, 1895         | Tatepeira Levi, 1995                 |
| Cnodalia Thorell, 1890             | Metazygia F. O. P.-Cambridge, 1904 | Telaprocera Harmer & Framenau, 2008  |
| Coelossia Simon, 1895              | Metepeira F. O. P.-Cambridge, 1903 | Testudinaria Taczanowski, 1879       |
| Colaranea Court & Forster, 1988    | Micrathena Sundevall, 1833         | Thelacantha Hasselt, 1882            |
| Collina Urquhart, 1891             | Micrepeira Schenkel, 1953          | Thorellina Berg, 1899                |
| Colphepeira Archer, 1941           | Micropoltys Kulczyn'ski, 1911      | Togacantha Dahl, 1914                |
| Cryptaranea Court & Forster, 1988  | Milonia Thorell, 1890              | Trichonephila Dahl, 1911             |
| Cyclosa Menge, 1866                | Molinaranea Mello-Leitão, 1940     | Tukaraneus Barrion & Litsinger, 1995 |
| Cyphalonotus Simon, 1895           | Nemoscolus Simon, 1895             | Umbonata Grasshoff, 1971             |
| Cyrtarachne Thorell, 1868          | Nemosinga Caporiacco, 1947         | Ursa Simon, 1895                     |
| Cyrtophora Simon, 1864             | Nemospiza Simon, 1903              | Verrucosa McCook, 1888               |
| Deione Thorell, 1898               | Neoarchemorus Mascord, 1968        | Wagneriana F. O. P.-Cambridge, 1904  |
| Deliochus Simon, 1894              | Neogea Levi, 1983                  | Witica O. P.-Cambridge, 1895         |
| Dolophones Walckenaer, 1837        | Neoscona Simon, 1864               | Wixia O. P.-Cambridge, 1882          |
| Dubiepeira Levi, 1991              | Nicolepeira Levi, 2001             | Xylethrus Simon, 1895                |
| Edricus O. P.-Cambridge, 1890      | Novakiella Court & Forster, 1993   | Yaginumia Archer, 1960               |
| Enacrosoma Mello-Leitão, 1932      | Novaranea Court & Forster, 1988    | Zealaranea Court & Forster, 1988     |
| Encyosaccus Simon, 1895            | Nuctenea Simon, 1864               | Zilla C. L. Koch, 1834               |
| Epeiroides Keyserling, 1885        | Ocrepeira Marx, 1883               | Zygiella F. O. P.-Cambridge, 1902    |